# Mats Waltin
Mats Stefan Waltin (* 7. Oktober 1953 in Stockholm) ist ein ehemaliger schwedischer Eishockeyspieler, -trainer und -funktionär. Waltin spielte in seiner aktiven Zeit unter anderem für den Djurgårdens IF und Södertälje SK in der Elitserien. Seit der Saison 2010/11 trainiert er die Mannschaft von VIK Västerås HK aus der HockeyAllsvenskan.

## Karriere
Mats Waltin begann seine Karriere als Eishockeyspieler in seiner Heimatstadt in der Nachwuchsabteilung des Djurgårdens IF. Seine Profikarriere begann der Verteidiger jedoch beim Södertälje SK, für den er von 1972 bis 1978 zunächst in der Division 1 und anschließend in deren Nachfolgewettbewerb Elitserien aktiv war. In der Saison 1975/76 erhielt er dabei den Guldpucken als bester schwedischer Spieler. Nach seinem Engagement in Södertälje kehrte er nach Stockholm zum Djurgårdens IF zurück, mit dem er 1979 zunächst Vizemeister, sowie in der Saison 1982/83 erstmals in seiner Laufbahn Schwedischer Meister wurde. 
Von 1984 bis 1987 spielte Waltin erstmals im Ausland, als er für den HC Lugano in der Schweizer Nationalliga A auflief. Mit diesem gewann er 1986 und 1987 jeweils die nationale Meisterschaft. Im Anschluss an diese Erfolge schloss er sich Luganos Ligarivalen EV Zug für weitere zwei Jahre an. Daraufhin kehrte der langjährige schwedische Nationalspieler nach Schweden zurück, wo er von 1989 bis 1991 für seine beiden Ex-Clubs Södertälje SK und Djurgårdens IF auf dem Eis stand. Mit Letzterem wurde er 1990 zum zweiten Mal Schwedischer Meister. Im Anschluss an die Saison 1990/91 beendete er seine aktive Karriere.
Von 1991 bis 1998 betreute Waltin als Assistenztrainer seinen Heimatclub Djurgårdens IF. Während dieser Zeit übernahm er als Nachfolger des Kanadiers Lance Nethery die Leitung des Schweizer Vereins HC Davos. Waltin stand von 1992 bis 1996 als Cheftrainer bei den Davosern hinter der Bande und schaffte in dieser Zeit mit dem HC Davos den Wiederaufstieg in die höchste Liga. Für die folgenden drei Jahre wurde er zum Cheftrainer bei Djurgårdens IF befördert, wobei er sich von 1999 bis 2001 den Posten mit dem damaligen schwedischen Nationaltrainer Hardy Nilsson teilte, wodurch Waltin selbst bei der WM 2002 als Teammanager Schweden betreute. Als Cheftrainer gelangen ihm 2000 und 2001 zwei weitere Meistertitel mit Djurgården. Daraufhin wechselte er für eine Spielzeit in das Management des Vereins.
Im Sommer 2004 unterschrieb er einen Vertrag als Cheftrainer beim EC KAC aus der Österreichischen Eishockey-Liga, wurde jedoch am 31. Oktober 2005 bereits zu Beginn seiner zweiten Spielzeit mit den Klagenfurtern entlassen, obwohl er im Vorjahr mit seiner Mannschaft Vizemeister wurde. In den folgenden Jahren zog sich der ehemalige zweifache Olympiateilnehmer etwas aus dem aktiven Tagesgeschäft zurück. Nur für die Weltmeisterschaft 2008 übernahm er das Traineramt der im Vorjahr aus der Division I aufgestiegenen slowenischen Nationalmannschaft, konnte den sofortigen Wiederabstieg jedoch nicht verhindern. 
Von der Saison 2010 bis 2012 war Waltin Cheftrainer beim VIK Västerås HK in der HockeyAllsvenskan, der zweiten schwedischen Spielklasse. Nach weiteren Trainerstationen ist er seit 2018 nicht mehr als Trainer tätig.   

### International
Für Schweden nahm Waltin an den Weltmeisterschaften 1975, 1976, 1977, 1978, 1979, 1981, 1983 und 1985 teil. Des Weiteren stand er im Aufgebot seines Landes bei den Olympischen Winterspielen 1980 in Lake Placid und 1984 in Sarajevo, sowie in den Jahren 1976 und 1981 beim Canada Cup. Nach seiner aktiven Laufbahn betreute er Schweden bei der Weltmeisterschaft 2002 als Teammanager und bei der Weltmeisterschaft 2008 die slowenische Nationalmannschaft als Cheftrainer.

## Erfolge und Auszeichnungen
| - 1970 Bester Angreifer des TV-Pucken - 1976 Guldpucken - 1979 Schwedischer Vizemeister mit Djurgårdens IF - 1983 Schwedischer Meister mit Djurgårdens IF - 1986 Schweizer Meister mit dem HC Lugano | - 1987 Schweizer Meister mit dem HC Lugano - 1990 Schwedischer Meister mit dem Djurgårdens IF - 2000 Schwedischer Meister mit dem Djurgårdens IF (als Trainer) - 2001 Schwedischer Meister mit dem Djurgårdens IF (als Trainer) |

### International
| - 1975 Bronzemedaille bei der Weltmeisterschaft - 1976 Bronzemedaille bei der Weltmeisterschaft - 1976 All-Star Team bei der Weltmeisterschaft - 1977 Silbermedaille bei der Weltmeisterschaft | - 1979 Bronzemedaille bei der Weltmeisterschaft - 1980 Bronzemedaille bei den Olympischen Winterspielen - 1981 Silbermedaille bei der Weltmeisterschaft - 1984 Bronzemedaille bei den Olympischen Winterspielen |